# May Abbey
May Abbey (Hartford, 1872 – New York, 20 agosto 1952) è stata un'attrice statunitense dell'epoca del muto.

## Biografia
Era sposata con il regista George Lessey (1879-1947) e lavorò a lungo alla Edison Company. Nella sua carriera si contano oltre una sessantina di film, girati tutti negli anni dieci.
Morì a New York nel 1952, all'età di 80 anni, cadendo dalla finestra.

## Filmografia
- A Romance of the Ice Fields, regia di Oscar Apfel - cortometraggio (1912)
- What Happened to Mary?, regia di Charles Brabin (1912)
- The Affair at Raynor's, regia di Charles Brabin - cortometraggio (1912)
- The Will of the People, regia di George Lessey - cortometraggio (1913)
- The Photograph and the Blotter, regia di George Lessey - cortometraggio (1913)
- The Inventor's Sketch, regia di George Lessey - cortometraggio (1913)
- A Shower of Slippers, regia di Charles M. Seay - cortometraggio (1913)
- The Man from the West - cortometraggio (1913)
- Aunty and the Girls, regia di C.J. Williams - cortometraggio (1913)
- The Two Merchants, regia di Charles M. Seay - cortometraggio (1913)
- John Manley's Awakening, regia di George Lessey - cortometraggio (1913)
- By Mutual Agreement, regia di Charles M. Seay - cortometraggio (1913)
- Othello in Jonesville, regia di Charles M. Seay - cortometraggio (1913)
- Two Little Kittens, regia di Charles M. Seay - cortometraggio (1913)
- Her Royal Highness, regia di Walter Edwin - cortometraggio (1913)
- The Evil Thereof - cortometraggio (1913)
- The Story of the Bell, regia di Walter Edwin - cortometraggio (1913)
- The Patchwork Quilt, regia di Charles H. France - cortometraggio (1913)
- The Signal, regia di George Lessey - cortometraggio (1913)
- In the Garden, regia di George Lessey - cortometraggio (1913)
- On the Broad Stairway, regia di J. Searle Dawley - cortometraggio (1913)
- A Tardy Recognition, regia di George Lessey - cortometraggio (1913)
- Who Will Marry Mary?, regia di Walter Edwin (1913)
- The Bells, regia di George Lessey - cortometraggio (1913)
- His Greatest Victory, regia di George Lessey - cortometraggio (1913)
- The Mystery of West Sedgwick - cortometraggio (1913)
- A Mutual Understanding, regia di George Lessey - cortometraggio (1913)
- The Awakening of a Man, regia di George Lessey - cortometraggio (1913)
- The Desperate Condition of Mr. Boggs, regia di Walter Edwin - cortometraggio (1913)
- For the Honor of the Force, regia di George Lessey - cortometraggio (1913)
- Hard Cash - cortometraggio (1913)
- A Wilful Colleen's Way - cortometraggio (1913)
- In the Shadow of the Mountains, regia di George Lessey - cortometraggio (1913)
- His Nephew's Scheme, regia di Charles M. Seay - cortometraggio (1913)
- The Phantom Signal, regia di George Lessey - cortometraggio (1913)
- The Gunmaker of Moscow, regia di George Lessey - cortometraggio (1913)
- Within the Enemy's Lines - cortometraggio (1913)
- Andy Plays Hero, regia di Charles H. France - cortometraggio (1914)

- The Active Life of Dolly of the Dailies, regia di Walter Edwin - serial (1914)
- An American King, regia di George Lessey - cortometraggio (1914)
- The Drama of Heyville, regia di Ashley Miller - cortometraggio (1914)
- An Absent-Minded Mother, regia di Charles H. France - cortometraggio (1914)
- A Boarding House Romance, regia di Charles H. France - cortometraggio (1914)
- A Night Out, regia di Charles H. France - cortometraggio (1914)
- The Adventure of the Stolen Papers, regia di Charles M. Seay - cortometraggio (1914)
- The Mystery of the Silver Snare, regia di George Lessey - cortometraggio (1914)
- An Alaskan Interlude, regia di George Lessey - cortometraggio (1914)
- Seraphina's Love Affair, regia di Charles M. Seay - cortometraggio (1914)
- The Mystery of the Amsterdam Diamonds, regia di George Lessey - cortometraggio (1914)
- The Tango in Tuckerville - cortometraggio (1914)
- Her Spanish Cousins, regia di George Lessey - cortometraggio (1914)
- The Two Doctors, regia di George Lessey - cortometraggio (1914)
- A Tango Spree, regia di Charles M. Seay (1914) - cortometraggio
- A Change of Business, regia di Charles M. Seay - cortometraggio (1914)
- My Friend from India, regia di Harry Beaumont e Ashley Miller - cortometraggio (1914)
- The Adventure of the Pickpocket, regia di Charles M. Seay - cortometraggio (1914)
- A Village Scandal, regia di Charles M. Seay - cortometraggio (1914)
- Grand Opera in Rubeville, regia di Ashley Miller - cortometraggio (1914)
- The Mystery of the Glass Tubes, regia di Ben F. Wilson - cortometraggio (1914)
- Wood B. Wedd and the Microbes, regia di C.J. Williams - cortometraggio (1914)
- Jenks and the Janitor, regia di Charles M. Seay - cortometraggio (1914)
- The Heritage of Hamilton Cleek, regia di Ben F. Wilson - cortometraggio (1914)
- Can a Man Fool His Wife?, regia di Charles H. France - cortometraggio (1915)

- Can Love Grown Cold Be Revived?, regia di Charles H. France - cortometraggio (1915)
- Can a Jealous Wife Be Cured?, regia di Charles H. France - cortometraggio (1915)
- The Spy - cortometraggio (1917)